# Islote dos Pássaros
Islote dos Pássaros (en portugués: Ilhéu dos Pássaros, literalmente en español: Islote de los Pájaros, o Islote de las Aves) es un islote del país africano de Cabo Verde, situado entre a 2 a 3 kilómetros al noroeste de la isla de São Vicente (Mindelo) y a 2 kilómetros al noroeste del punto más cercano de Mindelo, la Ribeira João. Es administrativamente parte de la municipalidad de São Vicente. El islote es una montaña volcánica submarina.
Contiene pastizales secos y salientes rocosos que se elevan hasta 40 m. Su longitud y anchura es de alrededor de 150 metros. Forma el límite con la bahía de Mindelo y el Canal de São Vicente en el Océano Atlántico.